# Comuna de Wizna
Wizna (polaco: Gmina Wizna) é uma gminy (comuna) na Polónia, na voivodia de Podláquia e no condado de Łomża. A sede do condado é a cidade de Wizna.
De acordo com os censos de 2004, a comuna tem 4361 habitantes, com uma densidade 32,8 hab/km².

## Área
Estende-se por uma área de 133,05 km², incluindo:
- área agrícola: 82%
- área florestal: 10%

## Demografia
Dados de 30 de Junho 2004:
|                      | Total   | Total | Mulheres | Mulheres | Homens  | Homens |
| -------------------- | ------- | ----- | -------- | -------- | ------- | ------ |
|                      | pessoas | %     | pessoas  | %        | pessoas | %      |
| População            | 4361    | 100   | 2167     | 49,7     | 2194    | 50,3   |
| Densidade (pop./km²) | 32,8    | 100   | 16,3     | 16,3     | 16,5    | 16,5   |

De acordo com dados de 2002, o rendimento médio per capita ascendia a 1530,39 zł.

## Subdivisões
- Boguszki, Bronowo, Janczewo, Jarnuty, Kokoszki, Kramkowo, Małachowo, Męczki, Mrówki, Nart, Nieławice, Niwkowo, Nowe Bożejewo, Ruś, Rutki, Rutkowskie, Sambory, Sieburczyn, Srebrowo, Stare Bożejewo, Wierciszewo, Witkowo, Wizna, Włochówka, Zanklewo.

## Comunas vizinhas
- Jedwabne, Łomża, Piątnica, Rutki, Trzcianne, Zawady